# Егерія (паломниця)
Егерія або Етерія  (лат. Egèria; ? — після 384) — християнська письменниця та паломниця часів Римської імперії.

## Життя та діяльність
Походила із знатної та заможної родини. Стосовно місця народження існують різні припущення — Аквітанія, Нарбонська Галлія або Галеція (сучасна Галіція, Іспанія). Можливо була черницею, або надавала допомогу якомусь монастирю. У 381–384 роках здійснила подорож по святих місцях у Палестині, Малій Азії, Єгипті, Месопотамії та до Константинополя. Відвідувала місця, пов'язані з подіями Старого Завіту, із житіями пустельників, могили та пам'ятники мученикам.
За результатом мандрівки написала працю «Подорож», інша назва «Паломництво по святих місцях» («Itinerarium» або «Pelegrinatio ad loca sancta»). Воно являє собою щоденник, написаний для черниць, які залишилися на батьківщині. Описує життя і представляє список християнської громади в Єрусалимі. Твір є джерелом для вивчення релігійного життя кінця IV ст.
Праці Егерії написано на розмовній латині, що дає багатий матеріал для дослідження еволюції латинської мови.